# 内山敬二郎
内山 敬二郎（うちやま けいじろう、1893年5月19日 - 1977年12月24日）は、元旧制高等学校教授、元信州大学、元文教大学教授、西洋古典文学（ギリシア悲劇）研究家、西洋古典学会会員。

## 略歴
新潟県生まれ。1917年東京帝国大学文科大学英文科卒業。1922年旧制松江高等学校に英語の教授として奉職、1941年まで務める。1941年旧制松本高等学校に英語の教授として奉職、1949年5月に信州大学に包括されると、文理学部の英語の教授となり、1959年まで務める。その後、文教大学教授を1977年3月まで務めた。

## 人物
上述の通り、西洋古典学の専門教育を受けた訳ではなく、在学中に田中秀央から西洋古典学を学んだ程度である。本人も「ギリシア語の知識は甚だ貧弱」と表明しており、その間に現存しているギリシア悲劇全33篇を直接原典によって研究したいという思いを持つようになる。盧溝橋事件直後の1937年7月からギリシア悲劇の翻訳に着手している。当初は10年計画で訳業を終える算段だったが、太平洋戦争終結前後には全て訳し終えていた。
元よりギリシア語が甚だ心許ないため、翻訳が完成するたびに田中秀央に見せ、彼の手直しを受けていた。また、元々出版する宛は無かったのだが、田中の尽力により、田中との共訳と言う形で、1941年に理想社から「希臘悲壯劇 ソポクレース」として刊行される。1943年には生活社の“ギリシアラテン叢書”の一書として「アイスキュロス 悲壯劇」を刊行。残るエウリーピデース篇は、当初は生活社から刊行される予定だったが果たせず、1949年になり「希臘悲壯劇 エウリーピデース 上」として世界文学社より刊行された。だが、中巻印刷中に同社が倒産しただけでなく、その後の混乱から原稿が行方知れずとなる挫折に見舞われる。
しかし立ち直り、その後もギリシア悲劇の研究と翻訳に取り組み、1977年初めての個人訳全集として鼎出版会で「ギリシャ悲劇全集 Ⅲ エウリーピデース編(Ⅰ)」を上梓。翌1978年には「ギリシャ悲劇全集 Ⅳ エウリーピデース編(Ⅱ)」「ギリシャ悲劇全集 Ⅱ ソポクレース編」を、1979年に「ギリシャ悲劇全集 Ⅰ アイスキュロス編」を上梓し、生涯をかけ完結をさせたが、自身は全集完結を前に亡くなっている。

## 著作
- 『文学の本質 ギリシャ古典と現代』 鼎出版会、1980年[3]

### 翻訳
- 『希臘悲壯劇 ソポクレース』 理想社、1941年
- 『悲壯劇 アイスキュロス』 生活社、1943年
- 『希臘悲壯劇 エウリーピデース 上』 世界文学社、1949年。各・田中秀央との共訳
- 『ギリシャ悲劇全集 Ⅰ～Ⅳ』 鼎出版会、1977-79年。個人訳で全集Ⅰ～Ⅲ巻の帯に、新関良三、田中美知太郎の推薦賛辞

### 論文[4]
- 『「アンティゴネー」の問題と文学の本質』 立正女子大学研究紀要(1)、1967年
- 『ソークラテースに聞く』 立正女子大学研究紀要(2)、1968年
- 『知と無知との間』 立正女子大学研究紀要(3)、1969年
- 『ソポクレースの女達』 立正女子大学研究紀要(5)、1971年

## 参考したサイト
- 研幾堂の日記 - 生活社のギリシャ・ラテン叢書
- CiNii Articles 著者 - 内山敬二郎
- CiNii Books 著者 - 内山敬二郎